# آی وی‌وی
آی وی‌وی (چینی: 艾未未; پین‌یین: Ài Wèiwèi، زادهٔ ۲۸ اوت ۱۹۵۷) هنرمند معاصر و از فعالان دموکراسی اهل چین است. وی به عنوان یک فعال سیاسی، به انتقاد و مخالفت از موضع دولت چین در حیطهٔ دموکراسی و حقوق بشر پرداخته‌است. آی وی‌وی یکی از منتقدان دولت چین در بحث حقوق بشر محسوب می‌شود. وی از قالبهای هنر چینی برای به تصویر کشیدن مسائل سیاسی و اجتماعی چین استفاده می کند.

## زندگی‌نامه
وی در ۲۸ اوت ۱۹۵۷ در پکن به دنیا آمد. پدرش Ai Qing شاعر معروفی بود که مشاور فرهنگی مائو تسه‌تونگ بود، اما در سال ۱۹۵۸، با شروع جنبش ضد-روشنفکری در چین، به همراه خانواده‌اش به اردوگاه کار اجباری در هیلونگ‌جیانگ تبعید شد.
آی وی‌وی در سال ۱۹۷۸ برای تحصیل رشته سینما در مدرسه فیلم پکن ثبت نام کرد، اما دو سال بعد ادامه تحصیل در این رشته را رها کرد.
در سال ۱۹۸۱ به ایالات متحده آمریکا رفت و در سال ۱۹۸۳ به نیویورک سیتی نقل مکان کرد؛ جایی که برای گذران زندگی به باغبانی و نگهداری از کودکان مشغول بود اما به مطالعه هنر غربی می‌پرداخت و هنرمندانی چون آلن گینزبرگ، جسپر جانز، اندی وارهول و مارسل دوشان را کشف کرد.
تحت تأثیر دوشان یکی از اولین کارهای معروفش را در سال ۱۹۸۵ خلق کرد. در سال ۱۹۸۹ در هنگ گنگ اولین مرور آثارش برپا شد.
آی وی‌وی در سال ۱۹۹۳ زمانی که پدرش بیمار بود، به چین بازگشت. یک سال بعد با همسر آینده اش لو کینگ (Lu Qing) آشنا شد و او در یکی از مشهورترین عکس‌هایش در میدان تیان‌آنمن ظاهر شد.
وی طی سال‌ها عکس، چیدمان و هنر اجرا (پرفورمنس) خلق کرد و به شهرت جهانی رسید.
از اکتبر ۲۰۱۰ تا آوریل ۲۰۱۱ اثری از او با نام «تخمه آفتابگردان» در موزه تیت مدرن در لندن به نمایش گذاشته شد.
آی وی‌وی در ۳ آوریل ۲۰۱۱ پیش از پرواز به هنگ کنگ در فرودگاه بین‌المللی پکن دستگیر شد و تا نیمه شب چهارشنبه ۲۲ ژوئن ۲۰۱۱ در زندان بود و بر اثر فشارهای بین‌المللی دولت چین او را آزاد کرد.
او پس از آزادی به اتهام فرار از پرداخت مالیات ممنوع‌الخروج شد. مقامات چین از او خواستند که طی ۱۵ روز، مالیاتی معادل ۱۵ میلیون ین (۲ میلیون و ۳۰۰ هزار دلار) به دولت بپردازد. منتقدان دولت چین می‌گویند که این اتهام که با انگیزه‌های سیاسی به او وارد شده، برای محدود کردن وی است.
گذرنامه آی وی‌وی در سال ۲۰۱۱، وقتی دستگیر شد ضبط شد اما سرانجام در ۲۲ ژوئیه ۲۰۱۵ گذرنامه‌اش را پس گرفت و می‌تواند برای حضور در نمایشگاه مرور آثارش به لندن برود.

## حمایت از زندانیان عقیده
آی وی‌وی در سال ۲۰۱۵ میلادی در موزه زندان آلکاتراس نمایشگاهی با عنوان «قهرمانان زمانه ما» برگزار کرد که در آن ۱۷۶ زندانی عقیده از سراسر دنیا را با میلیونها لگو به تصویر کشید. سهم ایران ۲۶ زندانی بود، که افردای همچون کیوان صمیمی، حسین رونقی، ضیا نبوی، رضا شهابی، عبدالفتاح سلطانی، بهاره هدایت، شیوا نظر آهاری، بهمن احمدی امویی، محمد صدیق کبودوند، هفت مدیر بهائی (یاران ایران) و چندین مدّرس مؤسسه آموزش عالی بهائی را شامل می‌شد.